# Hyliota
Hyliota Swainson, 1837 è un genere di uccelli passeriformi, l'unico ascritto alla famiglia Hyliotidae.

## Etimologia
Il nome scientifico del genere, Hyliota, deriva dal greco ὑλη (hylē/hulē, "foresta"), col significato di "abitante della foresta".

## Descrizione
Si tratta di uccelli di piccole dimensioni (11–13 cm), dall'aspetto simile a quello degli scricicoli, con testa grossa e larga, becco sottile e conico da insettivoro, corpo massiccio e arrotondato (nel quale la testa pare direttamente incassata), ali arrotondate, zampe forti e allungate e coda squadrata.
La colorazione è nero-bluastra nella parte dorsale del corpo (spesso con specchi alari bianchi), mentre gola, petto e ventre si presentano generalmente di color crema, con sfumature rosso-arancio in alcune specie.

## Distribuzione e habitat
Il genere è endemico dell'Africa, con le varie specie che occupano un areale che abbraccia tutta la porzione centrale del continente, dalla Guinea all'Etiopia a sud fino a Mozambico ed Angola.
Questi uccelli sono abitatori della savana alberata e del miombo.

## Biologia
Si tratta di uccelletti molto vivaci, quasi sempre silenti, che vivono da soli o in coppie ed hanno dieta insettivora.
Durante la stagione degli amori (che cade durante la stagione delle piogge) questi uccelli mostrano territorialità: essi sono monogami e i due sessi collaborano nella costruzione del nido e nell'allevamento della prole.

## Tassonomia

H. flavigaster.

Al genere vengono ascritte quattro specie:
Famiglia Hyliotidae
- Genere Hyliota
  - Hyliota flavigaster Swainson, 1837 - iliota ventregiallo
  - Hyliota australis Shelley, 1882 - iliota meridionale
  - Hyliota usambara W.L.Sclater, 1932 - iliota degli Usambara
  - Hyliota violacea J.Verreaux & E.Verreaux, 1851 - iliota dorsoviola

La posizione tassonomica del genere è stata a lungo controversa. Negli anni è stata proposta la sua assegnazione alle famiglie Sylviidae, Platysteiridae, Malaconotidae o Muscicapidae.

Recenti studi basati sulla analisi molecolare del DNA mitocondriale non hanno evidenziato alcuna parentela con nessuna delle suddette famiglie suggerendo la collocazione del genere in una famiglia a sé stante, Hyliotidae, che occupa un clade nell'albero filogenetico dei Passerida.